# Augustinas Voldemaras
Augustinas Voldemaras (Dysna, 16 de abril de 1883-Moscú, 16 de diciembre de 1942) fue un político lituano de ideología nacionalista, primer ministro de la República de Lituania en dos ocasiones.

## Biografía

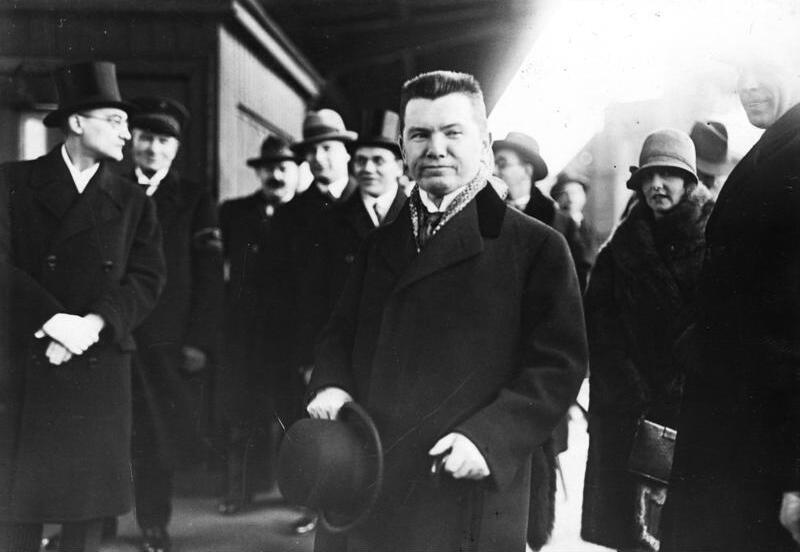
Voldemaras en 1928

Nacido el 16 de abril de 1883 en Dysna, se graduó en Filosofía e Historia en la Universidad de San Petersburgo. Líder del movimiento ultranacionalista de derecha Lietuvių tautininkų sąjunga y vinculado a su milicia fascista Geležinis Vilkas («Lobo de Hierro»), fue primer ministro de la República de Lituania entre el 11 de noviembre y 26 de diciembre de 1918 y entre el 17 de diciembre de 1926 y el 23 de septiembre de 1929.
Falleció el 16 de diciembre de 1942 en Moscú.